# Liste der geschützten Landschaftsbestandteile im Landkreis Grafschaft Bentheim
Im Landkreis Grafschaft Bentheim gibt es diese ausgewiesenen geschützten Landschaftsbestandteile.
| Hohlweg                                        | BW | GLB NOH 00001 | Samern     | ⊙ |  | 29. Dez. 1988 |
| Am Brückenbrink                                | BW | GLB NOH 00002 | Schüttorf  | ⊙ |  | 18. März 1991 |
| Baumschutzsatzung der Stadt Nordhorn           | BW | GLB NOH 00003 | Nordhorn   | ⊙ |  | 21. Apr. 1994 |
| Baumbestand „Westerhook/Grasriete“             | BW | GLB NOH 00004 | Emlichheim | ⊙ |  | 30. Apr. 1999 |
| Baumbestand „Am Bahnhof“                       | BW | GLB NOH 00005 | Emlichheim | ⊙ |  | 30. Apr. 1999 |
| Legende für Geschützter Landschaftsbestandteil |    |               |            |   |  |               |